# PSV in het seizoen 2022/23 (vrouwen)
Het seizoen 2022/2023 was het 11e jaar in het bestaan van de Eindhovense vrouwenvoetbalclub PSV. De club kwam uit in de Eredivisie en eindigde op de vierde plaats. In het toernooi om de KNVB beker reikte de ploeg tot de finale. Hierin werd met 4–0 verloren van FC Twente. De club plaatste zich voor de Eredivisie Cup door als tweede te eindigen zonder periodetitel. In de halve finale werd over twee wedstrijden met 8–3 verloren van Ajax.

## Selectie en technische staf

### Selectie
| Nr.             | Nat.                   | Naam                | Competitie  | Competitie  | Beker       | Beker       | Eredivisie Cup | Eredivisie Cup | Totaal      | Totaal      | Seizoen bij PSV | Vorige club            | Contract     |             |             |             |             |
| Nr.             | Nat.                   | Naam                | W           | Goal        | W           | Goal        | W              | Goal           | W           | Goal        | Seizoen bij PSV | Vorige club            | Contract     |             |             |             |             |
| Doelvrouwen     | Doelvrouwen            | Doelvrouwen         | Doelvrouwen | Doelvrouwen | Doelvrouwen | Doelvrouwen | Doelvrouwen    | Doelvrouwen    | Doelvrouwen | Doelvrouwen | Doelvrouwen     | Doelvrouwen            | Doelvrouwen  | Doelvrouwen | Doelvrouwen | Doelvrouwen | Doelvrouwen |
| --------------- | ---------------------- | ------------------- | ----------- | ----------- | ----------- | ----------- | -------------- | -------------- | ----------- | ----------- | --------------- | ---------------------- | ------------ | ----------- | ----------- | ----------- | ----------- |
| 16              | Vlag van Nederland     | Lisan Alkemade      | 16          | 0           | 0           | 0           | 0              | 0              | 16          | 0           | 2e              | Jeugd                  | 30 juni 2023 |             |             |             |             |
| 21              | Vlag van Nederland     | Daniëlle de Jong    | 3           | 0           | 3           | 0           | 1              | 0              | 7           | 0           | 2e              | Jeugd                  | 30 juni 2023 |             |             |             |             |
| 31              | Vlag van België        | Femke Bastiaen      | 2           | 0           | 1           | 0           | 1              | 0              | 4           | 0           | 1e              | Jeugd                  | 30 juni 2024 |             |             |             |             |
| Verdedigsters   |                        |                     |             |             |             |             |                |                |             |             |                 |                        |              |             |             |             |             |
| 2               | Vlag van Nederland     | Gwyneth Hendriks    | 18          | 0           | 3           | 0           | 2              | 0              | 23          | 0           | 1e              | ADO Den Haag           | 30 juni 2025 |             |             |             |             |
| 3               | Vlag van Nederland     | Melanie Bross       | 18          | 0           | 3           | 0           | 2              | 0              | 23          | 0           | 3e              | Sc Heerenveen          | 30 juni 2025 |             |             |             |             |
| 4               | Vlag van Nederland     | Mandy van den Berg  | 6           | 0           | 0           | 0           | 0              | 0              | 6           | 0           | 3e              | Valencia CF            | 30 juni 2025 |             |             |             |             |
| 5               | Vlag van Nederland     | Janou Levels        | 20          | 0           | 4           | 1           | 2              | 0              | 26          | 1           | 5e              | Jeugd                  | 30 juni 2025 |             |             |             |             |
| 8               | Vlag van Nederland     | Siri Worm           | 19          | 4           | 4           | 1           | 2              | 0              | 25          | 5           | 1e              | Eintracht Frankfurt    | 30 juni 2025 |             |             |             |             |
| 11              | Vlag van Nederland     | Nadia Coolen        | 11          | 0           | 2           | 0           | 1              | 0              | 14          | 0           | 11e             | Jeugd                  | 30 juni 2023 |             |             |             |             |
| 15              | Vlag van Nederland     | Emmeke Henschen     | 9           | 0           | 3           | 0           | 0              | 0              | 12          | 0           | 2e              | VV Alkmaar             | 30 juni 2024 |             |             |             |             |
| 17              | Vlag van Nederland     | Senna Koeleman      | 14          | 0           | 2           | 1           | 1              | 0              | 17          | 1           | 2e              | Jeugd                  | 30 juni 2024 |             |             |             |             |
| 23              | Vlag van Nederland     | Kika van Es         | 15          | 0           | 1           | 0           | 1              | 0              | 17          | 0           | 5e              | FC Twente              | 30 juni 2025 |             |             |             |             |
| 42              | Vlag van Nederland     | Emma Frijns         | 0           | 0           | 2           | 0           | 0              | 0              | 2           | 0           | 1e              | Jeugd                  | Contractloos |             |             |             |             |
| Middenveldsters |                        |                     |             |             |             |             |                |                |             |             |                 |                        |              |             |             |             |             |
| 6               | Vlag van Nederland     | Janneke Verheijen   | 4           | 0           | 2           | 0           | 1              | 0              | 7           | 0           | 3e              | Jeugd                  | 30 juni 2025 |             |             |             |             |
| 10              | Vlag van Nederland     | Inessa Kaagman      | 17          | 5           | 2           | 1           | 2              | 0              | 21          | 6           | 1e              | Brighton & Hove Albion | 30 juni 2024 |             |             |             |             |
| 14              | Vlag van Nederland     | Laura Strik         | 9           | 1           | 4           | 2           | 2              | 1              | 15          | 4           | 3e              | Sc Heerenveen          | 30 juni 2024 |             |             |             |             |
| 18              | Vlag van Denemarken    | Caroline Rask       | 3           | 0           | 0           | 0           | 1              | 0              | 4           | 0           | 2e              | AC Milan               | 30 juni 2023 |             |             |             |             |
| 20              | Vlag van België        | Julie Biesmans      | 14          | 1           | 2           | 0           | 1              | 0              | 17          | 1           | 4e              | Bristol City WFC       | 30 juni 2023 |             |             |             |             |
| 25              | Vlag van Nederland     | Dieke van Straten   | 0           | 3           | 2           | 0           | 0              | 0              | 3           | 2           | 2e              | Jeugd                  | Contractloos |             |             |             |             |
| Aanvalsters     |                        |                     |             |             |             |             |                |                |             |             |                 |                        |              |             |             |             |             |
| 7               | Vlag van Nederland     | Esmee Brugts        | 15          | 8           | 4           | 1           | 2              | 1              | 21          | 10          | 3e              | Jeugd                  | 30 juni 2023 |             |             |             |             |
| 9               | Vlag van Nederland     | Joëlle Smits        | 19          | 6           | 3           | 1           | 1              | 0              | 23          | 7           | 3e              | VfL Wolfsburg          | 30 juni 2025 |             |             |             |             |
| 16              | Vlag van Canada        | Elizabeth Pechersky | 3           | 0           | 1           | 0           | 0              | 0              | 4           | 0           | 1e              | KIF Örebro             | 30 juni 2023 |             |             |             |             |
| 19              | Vlag van Nieuw-Zeeland | Jeslynn Kuijpers    | 10          | 0           | 1           | 0           | 2              | 0              | 13          | 0           | 6e              | Jeugd                  | 30 juni 2023 |             |             |             |             |
| 22              | Vlag van Denemarken    | Amalie Thestrup     | 9           | 0           | 0           | 0           | 0              | 0              | 9           | 0           | 1e              | Jeugd                  | 30 juni 2023 |             |             |             |             |
| 24              | Vlag van Nederland     | Shi-Jona Martina    | 2           | 0           | 3           | 1           | 0              | 0              | 5           | 1           | 2e              | Jeugd                  | 30 juni 2025 |             |             |             |             |
| 26              | Vlag van Nederland     | Zera Hulswit        | 17          | 6           | 3           | 2           | 2              | 0              | 22          | 8           | 2e              | Jeugd                  | 30 juni 2025 |             |             |             |             |
| 27              | Vlag van Nederland     | Maxime Snellenberg  | 1           | 0           | 3           | 0           | 0              | 0              | 4           | 0           | 3e              | Jeugd                  | 30 juni 2024 |             |             |             |             |
| 28              | Vlag van Nederland     | Shanique Dessing    | 8           | 0           | 1           | 0           | 1              | 0              | 10          | 0           | 1e              | ADO Den Haag           | 30 juni 2025 |             |             |             |             |
| 29              | Vlag van Nederland     | Chimera Ripa        | 20          | 3           | 4           | 2           | 2              | 1              | 26          | 6           | 1e              | Sc Heerenveen          | 30 juni 2025 |             |             |             |             |
| 39              | Vlag van Nederland     | Fleur Stoit         | 7           | 1           | 1           | 0           | 2              | 0              | 10          | 1           | 1e              | Jeugd                  | 30 juni 2025 |             |             |             |             |
| Nr.             | Nat.                   | Naam                | W           | Goal        | W           | Goal        | W              | Goal           | W           | Goal        | Seizoen bij PSV | Vorige club            | Contract     |             |             |             |             |
| Nr.             | Nat.                   | Naam                | Competitie  | Competitie  | Beker       | Beker       | Eredivisie Cup | Eredivisie Cup | Totaal      | Totaal      | Seizoen bij PSV | Vorige club            | Contract     |             |             |             |             |

### Legenda
| # | Reden                                          |
| - | ---------------------------------------------- |
|   | Heeft de club in het lopende seizoen verlaten. |

### Technische staf
| Naam          | Functie      |
| ------------- | ------------ |
| Rick de Rooij | Hoofdtrainer |

## Wedstrijdstatistieken

### Eredivisie
|       | ADO Den Haag | Ajax  | VV Alkmaar | Excelsior | Feyenoord | Fortuna Sittard | sc Heerenveen | PEC Zwolle | Telstar | FC Twente |
| ----- | ------------ | ----- | ---------- | --------- | --------- | --------------- | ------------- | ---------- | ------- | --------- |
| Thuis | 1 – 1        | 1 – 2 | 4 – 0      | 4 – 0     | 3 – 1     | 0 – 2           | 1 – 0         | 4 – 0      | 6 – 1   | 0 – 3     |
| Uit   | 1 – 2        | 1 – 0 | 0 – 2      | 1 – 3     | 1 – 1     | 0 – 1           | 0 – 2         | 4 – 0      | 2 – 0   | 3 – 1     |

| Speelronde 1                                                                         | PSV                                                                          | 1 – 0 (0 – 0)    | sc Heerenveen | Opstelling PSV |
| 16 september 2022 Aanvangstijd: 19.30 uur Plaats: Eindhoven PSV Campus De Herdgang   | Jeslynn Kuijpers 53' Inessa Kaagman 75'                                      | Wedstrijdverslag | 80' Nina Nijstad                                                                                                 | Alkemade, Van den Berg, Van Es, Hendriks ( 77' Coolen), Bross ( 90+3' Hulswit), Worm ( 77' Levels), Biesmans, Kuijpers ( 59' Brugts), Ripa, Kaagman, Smits                 |
| Speelronde 3                                                                         | PSV                                                                          | 1 – 1 (0 – 0)    | ADO Den Haag | Opstelling PSV |
| 2 oktober 2022 Aanvangstijd: 12.15 uur Plaats: Eindhoven PSV Campus De Herdgang      | Kayra Nelemans 72' (e.d.)                                                    | Wedstrijdverslag | 76' Kayra Nelemans 85' Jaimy Ravensbergen                                                                        | Alkemade, Van Es, Hendriks, Worm, Bross ( 86' Rask), Biesmans, Kuijpers ( 68' Ripa), Levels ( 68' Coolen), Kaagman ( 68' Thestrup), Smits, Brugts                          |
| Speelronde 4                                                                         | PSV                                                                          | 0 – 2 (0 – 1)    | Fortuna Sittard                                                                                                  | Opstelling |
| 15 oktober 2022 Aanvangstijd: 17.00 uur Plaats: Eindhoven PSV Campus De Herdgang     |                                                                              | Wedstrijdverslag | 34' Tessa Wullaert 80' Diede Lemey 84' 90+2' Hanna Huizenga 90+1' Moïsa van Koot 90+2' Amber van Heeswijk        | Alkemade, Van Es, Hendriks, Van den Berg ( 59' Dessing), Worm ( 59' Levels), Biesmans ( 82' Kuijpers), Bross ( 46' Coolen), Kaagman, Thestrup ( 59' Ripa), Smits, Brugts   |
| Speelronde 5                                                                         | FC Twente                                                                    | 3 – 1 (2 – 0)    | PSV | Opstelling PSV |
| 21 oktober 2022 Aanvangstijd: 19.30 uur Plaats: Enschede De Grolsch Veste            | Caitlin Dijkstra 8' Fenna Kalma 28' Marisa Olislagers 73'                    | Wedstrijdverslag | 60' Julie Biesmans                                                                                               | Alkemade, Coolen ( 74' Hulswit), Van Es ( 24' Koeleman), Hendriks, Van den Berg ( 46' Levels), Worm, Ripa ( 74' Bross), Biesmans, Kaagman ( 66' Thestrup), Smits, Brugts   |
| Speelronde 6                                                                         | PSV                                                                          | 4 – 0 (1 – 0)    | PEC Zwolle | Opstelling PSV |
| 28 oktober 2022 Aanvangstijd: 19.30 uur Plaats: Eindhoven PSV Campus De Herdgang     | Inessa Kaagman 3', 51' Esmee Brugts 49' Joëlle Smits 81' (pen.)              | Wedstrijdverslag | 45' Maud Rutgers                                                                                                 | Alkemade, Coolen, Van Es ( 70' Van den Berg), Hendriks, Levels, Worm, Ripa ( 56' Hulswit), Biesmans ( 76' Rask), Kaagman ( 70' Kuijpers), Thestrup( 56' Smits), Brugts     |
| Speelronde 7                                                                         | VV Alkmaar                                                                   | 0 – 2 (0 – 1)    | PSV | Opstelling PSV |
| 4 november 2022 Aanvangstijd: 19.30 uur Plaats: Alkmaar Sportpark Robonsbosweg       | Karlijn Woons 57'                                                            | Wedstrijdverslag | 23', 57' Joëlle Smits                                                                                            | Alkemade, Coolen, Van Es ( 66' Hendriks), Van den Berg, Levels ( 86' Bross), Worm, Biesmans ( 66' Ripa), Kaagman ( 86' Rask), Thestrup( 59' Hulswit), Smits, Brugts        |
| Speelronde 8                                                                         | Ajax                                                                         | 1 – 0 (0 – 0)    | PSV | Opstelling PSV |
| 20 november 2022 Aanvangstijd: 12.15 uur Plaats: Amsterdam Sportpark De Toekomst     | Romée Leuchter 54'                                                           | Wedstrijdverslag | | Alkemade, Coolen ( 87' Koeleman), Van Es, Hendriks, Levels, Worm, Biesmans ( 80' Kuijpers), Kaagman, Thestrup ( 64' Hulswit), Smits, Ripa                                  |
| Speelronde 9                                                                         | PSV                                                                          | 3 – 1 (1 – 0)    | Feyenoord | Opstelling PSV |
| 27 november 2022 Aanvangstijd: 14.30 uur Plaats: Eindhoven Philips Stadion           | Zera Hulswit 22', 78' Inessa Kaagman 87'                                     | Wedstrijdverslag | 10' Maxime Bennink 42' Esmee de Graaf 71' Justine Brandau 73' Maxime Bennink                                     | Alkemade, Koeleman ( 90' Coolen), Van Es, Hendriks, Levels, Worm, Kaagman, Kuijpers ( 65' Biesmans), Hulswit ( 90' Henschen), Smits ( 90' Thestrup, Ripa ( 81' Bross)      |
| Speelronde 10                                                                        | Excelsior                                                                    | 1 – 3 (1 – 1)    | PSV | Opstelling PSV |
| 4 december 2022 Aanvangstijd: 12.15 uur Plaats: Rotterdam Van Donge & De Roo Stadion | Aïsse Gumbs 37'                                                              | Wedstrijdverslag | 30' Siri Worm 45' Janou Levels 63' Chimera Ripa 70' Zera Hulswit 85' Senna Koeleman                              | Alkemade, Koeleman, Van Es, Van den Berg, Levels ( 61' Bross), Worm, Kaagman, Biesmans ( 61' Kuijpers), Hulswit, Smits ( 71' Thestrup, Ripa ( 71' Henschen)                |
| Speelronde 11                                                                        | Telstar                                                                      | 2 – 0 (0 – 0)    | PSV | Opstelling PSV |
| 9 december 2022 Aanvangstijd: 18.00 uur Plaats: Velsen-Zuid 711 Stadion              | Isa Gomez 70' Hassani 82' Drost 83'                                          | Wedstrijdverslag | | Alkemade, Koeleman, Van Es, Hendriks, Levels ( 80' Dessing), Worm ( 88' Martina), Kaagman, Kuijpers ( 46' Henschen), Hulswit, Smits ( 70' Bross), Ripa ( 46' Thestrup)     |
| Speelronde 12                                                                        | PSV                                                                          | 0 – 3 (0 – 1)    | FC Twente | Opstelling PSV |
| 31 januari 2023 Aanvangstijd: 19.00 uur Plaats: Eindhoven De Herdgang                | Esmee Brugts 87' Gwyneth Hendriks 90+3'                                      | Wedstrijdverslag | 7' Elena Dhont 50', 90+2' Fenna Kalma                                                                            | Alkemade, Koeleman ( 63' Levels), Van Es, Hendriks, Bross, Worm ( 63' Ripa), Kaagman ( 78' Stoit), Strik ( 71' Biesmans), Hulswit, Smits, Brugts                           |
| Speelronde 14                                                                        | PSV                                                                          | 1 – 2 (1 – 1)    | Ajax | Opstelling PSV |
| 5 februari 2023 Aanvangstijd: 12.15 uur Plaats: Amsterdam Sportpark De Toekomst      | Siri Worm 43'                                                                | Wedstrijdverslag | 13' Lize Kop 19' Chasity Grant 90' Lisa Doorn 90+1' Tiny Hoekstra 90+5' Nadine Noordam                           | Alkemade, Koeleman ( 46' Levels), Van Es, Hendriks, Bross, Worm, Kaagman ( 78' Ripa), Strik ( 61' Henschen), Hulswit ( 46' Pechersky), Smits, Brugts ( 85' Stoit)          |
| Speelronde 15                                                                        | Fortuna Sittard                                                              | 0 – 1 (0 – 0)    | PSV | Opstelling PSV |
| 12 februari 2023 Aanvangstijd: 12.15 uur Plaats: Sittard Fortuna Sittard Stadion     | Amber van Heeswijk 53' Isabelle Iliano 68' Dana Foederer 81'                 | Wedstrijdverslag | 84' Gwyneth Hendriks 87' 90' Esmee Brugts                                                                        | De Jong, Levels, Van Es, Hendriks, Bross, Kaagman ( 84' Martina), Ripa, Strik ( 71' Henschen), Pechersky, Smits ( 60' Stoit), Brugts                                       |
| Speelronde 16                                                                        | PSV                                                                          | 4 – 0 (3 – 0)    | Excelsior | Opstelling PSV |
| 3 maart 2023 Aanvangstijd: 19.30 uur Plaats: Eindhoven PSV Campus De Herdgang        | Joëlle Smits 20', 53' Zera Hulswit 37', 42'                                  | Wedstrijdverslag | | Alkemade, Bross, Koeleman, Hendriks ( 62' Verheijen), Levels, Strik ( 59' Henschen), Ripa, Worm ( 78' Dessing), Hulswit ( 58' Pechersky), Smits ( 62' Snellenberg), Brugts |
| Speelronde 18                                                                        | PSV                                                                          | 6 – 1 (2 – 1)    | Telstar | Opstelling PSV |
| 24 maart 2023 Aanvangstijd: 19.30 uur Plaats: Eindhoven PSV Campus De Herdgang       | Joëlle Smits 19' Esmee Brugts 24', 76', 78' Laura Strik 59' Fleur Stoit 84'  | Wedstrijdverslag | 40' (e.d.) Janou Levels                                                                                          | Alkemade, Bross, Koeleman, Hendriks, Levels, Strik ( 79' Biesmans), Ripa ( 59' Kaagman), Worm ( 79' Verheijen), Hulswit ( 73' Stoit), Smits, Brugts ( 79' Dessing)         |
| Speelronde 17 (inhaalduel)                                                           | PEC Zwolle                                                                   | 4 – 0 (2 – 0)    | PSV | Opstelling PSV |
| 24 maart 2023 Aanvangstijd: 19.30 uur Plaats: Zwolle Sportpark Be Quick '28          | Danique Noordman 11' Imre van der Vegt 30' Evi Maatman 61' Bo van Egmond 76' | Wedstrijdverslag | 45+2' Siri Worm                                                                                                  | Alkemade, Bross ( 46' Stoit), Koeleman, Hendriks, Levels ( 70' Dessing), Biesmans ( 70' Coolen), Ripa ( 77' Kuijpers), Worm, Hulswit, Smits, Brugts ( 46' Henschen)        |
| Speelronde 19                                                                        | Feyenoord                                                                    | 1 – 1 (1 – 0)    | PSV | Opstelling PSV |
| 31 maart 2023 Aanvangstijd: 19.30 uur Plaats: Rotterdam Sportcomplex Varkenoord      | Esmee de Graaf 11' Justine Brandau 57'                                       | Wedstrijdverslag | 41' Siri Worm 61' Zera Hulswit                                                                                   | Alkemade ( 28' De Jong), Bross, Verheijen, Koeleman, Levels, Strik, Ripa, Worm, Hulswit, Smits, Dessing ( 62' Stoit)                                                       |
| Speelronde 20                                                                        | ADO Den Haag                                                                 | 1 – 2 (0 – 1)    | PSV | Opstelling PSV |
| 21 april 2023 Aanvangstijd: 19.30 uur Plaats: Den Haag Bingoal Stadion               | Pleun Raaijmakers 15' Nikki IJzerman 62' Nicole Stoop 71'                    | Wedstrijdverslag | 22' Melanie Bross 34' 57' Siri Worm 39' Chimera Ripa 52' Esmee Brugts 90+1' Inessa Kaagman 90+5' Emmeke Henschen | De Jong, Bross, Hendriks, Koeleman, Levels, Strik ( 72' Henschen), Ripa, Worm ( 83' Biesmans), Hulswit ( 83' Verheijen), Smits ( 46' Kaagman), Brugts ( 56' Stoit)         |
| Speelronde 21                                                                        | PSV                                                                          | 4 – 0 (2 – 0)    | VV Alkmaar | Opstelling PSV |
| 29 april 2023 Aanvangstijd: 17.00 uur Plaats: Eindhoven PSV Campus De Herdgang       | Chimera Ripa 1', 50' Esmee Brugts 3' Inessa Kaagman 79'                      | Wedstrijdverslag | | Bastiaen, Bross ( 75' Coolen), Hendriks, Koeleman ( 58' Van Es), Levels, Strik ( 58' Henschen), Kaagman, Worm, Hulswit, Ripa ( 75' Smits), Brugts ( 67' Dessing)           |
| Speelronde 22                                                                        | sc Heerenveen                                                                | 0 – 2 (0 – 1)    | PSV | Opstelling sc Heerenveen |
| 7 mei 2023 Aanvangstijd: 14.30 uur Plaats: Heerenveen Sportpark Skoatterwald         |                                                                              | Wedstrijdverslag | 10' 28' Siri Worm 62' Esmee Brugts                                                                               | Bastiaen, Bross, Hendriks, Koeleman ( 72' Van Es), Levels ( 85' Coolen), Strik ( 85' Biesmans), Kaagman, Worm ( 59' Kuijpers), Hulswit, Ripa, Brugts ( 72' Dessing)        |

### KNVB beker
| Achtste finale                                                         | Feyenoord                                                                              | 1 – 4 (1 – 2)    | PSV                                                                                       | Opstelling PSV |
| 26 februari 2023 Aanvangstijd: 13.00 uur Plaats: Rotterdam Varkenoord  | Amber Verspaget 9'                                                                     | Wedstrijdverslag | 27' Laura Strik 45' Chimera Ripa 62' Siri Worm 85' Janou Levels                           | Alkemade, Bross, Hendriks, Koeleman, Levels, Worm ( 90' Verheijen), Strik ( 84' Henschen), Ripa, Pechersky ( 76' Hulswit), Smits, Brugts                             |
| Kwartfinale                                                            | PSV                                                                                    | 5 – 0 (1 – 0)    | Excelsior                                                                                 | Opstelling PSV |
| 19 maart 2023 Aanvangstijd: 13.00 uur Plaats: Eindhoven De Herdgang    | Joëlle Smits 30' Zera Hulswit 54' Senna Koeleman 58' Chimera Ripa 72' Esmee Brugts 90' | Wedstrijdverslag |                                                                                           | De Jong, Bross ( 74' Coolen), Hendriks, Koeleman, Levels, Worm ( 69' Biesmans), Strik ( 63' Henschen), Ripa, Hulswit ( 74' Pechersky), Smits ( 69' Stoit), Brugts    |
| Halve finale                                                           | ADO Den Haag                                                                           | 1 – 4 (0 – 2)    | PSV                                                                                       | Opstelling PSV |
| 15 april 2023 Aanvangstijd: 15.30 uur Plaats: Den Haag Bingoal Stadion | Manon van Raay 52' Gina Viehoff 85'                                                    | Wedstrijdverslag | 3' Laura Strik 27' Zera Hulswit 65' Joëlle Smits 75' 88' Inessa Kaagman 90+5' Fleur Stoit | De Jong, Bross, Hendriks, Koeleman, Levels, Worm, Strik ( 73' Henschen), Ripa ( 69' Kaagman), Hulswit ( 74' Pechersky), Smits ( 72' Stoit), Brugts ( 90+3' Biesmans) |
| Finale                                                                 | FC Twente                                                                              | 4 – 0 (1 – 0)    | PSV                                                                                       | Opstelling PSV |
| 18 mei 2023 Aanvangstijd: 16.00 uur Plaats: Den Haag Bingoal Stadion   | Renate Jansen 42' Kim Everaerts 67' Elena Dhont 87' Bente Jansen 90+1'                 | Wedstrijdverslag |                                                                                           | De Jong, Bross, Hendriks ( 75' Coolen), Van Es, Levels, Worm ( 86' Kuijpers), Strik ( 75' Stoit), Kaagman ( 75' Smits), Hulswit ( 68' Henschen), Ripa, Brugts        |

### Eredivisie Cup
| Halve finale                                                      | Ajax                                                                           | 5 – 2 (4 – 1)    | PSV                                   | Opstelling PSV |
| 14 mei 2023 Aanvangstijd: 14.30 uur Plaats: Amsterdam De Toekomst | Tiny Hoekstra 2', 37' Romée Leuchter 18' Chasity Grant 43' Elisha Kruize 90+2' | Wedstrijdverslag | 21' Laura Strik 47' Esmee Brugts      | De Jong, Bross, Koeleman ( 46' Coolen), Hendriks, Levels ( 68' Smits), Strik ( 68' Kuijpers), Kaagman, Worm ( 80' Verheijen), Hulswit ( 80' Stoit), Brugts     |
| Halve finale                                                      | PSV                                                                            | 1 – 0 (0 – 2)    | Ajax                                  | Opstelling PSV |
| 22 mei 2023 Aanvangstijd: 19.00 uur Plaats: Eindhoven De Herdgang | Gwyneth Hendriks 62' Chimera Ripa 67' Melanie Bross 86' Shanique Dessing 87'   | Wedstrijdverslag | 10', 15' Chasity Grant 62' Lisa Doorn | Bastiaen, Bross, Van Es, Hendriks, Levels, Strik ( 46' Biesmans), Kaagman, Worm ( 76' Rask), Hulswit ( 58' Stoit), Ripa ( 76' Kuijpers), Brugts ( 65' Dessing) |

## Statistieken PSV 2022/2023

### Eindstand PSV in de Nederlandse Eredivisie Vrouwen 2022 / 2023
| Stand | Gespeeld | Gewonnen | Gelijk | Verloren | Punten | Doelpunten voor | Doelpunten tegen | Gele kaarten | Rode kaarten |
| ----- | -------- | -------- | ------ | -------- | ------ | --------------- | ---------------- | ------------ | ------------ |
| 4e    | 20       | 11       | 2      | 7        | 35     | 36              | 23               | 15           | 0            |

### Topscorers
| #              | Naam                          | Goal |
| -------------- | ----------------------------- | ---- |
| 1.             | Esmee Brugts                  | 8    |
| 2.             | Joëlle Smits                  | 6    |
| 2.             | Zera Hulswit                  | 6    |
| 4.             | Inessa Kaagman                | 5    |
| 5.             | Siri Worm                     | 4    |
| 6.             | Chimera Ripa                  | 3    |
| 7.             | Julie Biesmans                | 1    |
| 7.             | Fleur Stoit                   | 1    |
| 7.             | Laura Strik                   | 1    |
| Eigen doelpunt |                               |      |
| 1.             | Kayra Nelemans (ADO Den Haag) | 1    |
| Totaal         | Totaal                        | 36   |

| #      | Naam           | Goal |
| ------ | -------------- | ---- |
| 1.     | Zera Hulswit   | 2    |
| 1.     | Chimera Ripa   | 2    |
| 1.     | Laura Strik    | 2    |
| 4.     | Esmee Brugts   | 1    |
| 4.     | Inessa Kaagman | 1    |
| 4.     | Senna Koeleman | 1    |
| 4.     | Janou Levels   | 1    |
| 4.     | Joëlle Smits   | 1    |
| 4.     | Fleur Stoit    | 1    |
| 4.     | Siri Worm      | 1    |
| Totaal | Totaal         | 13   |

| #      | Naam         | Goal |
| ------ | ------------ | ---- |
| 1.     | Esmee Brugts | 1    |
| 1.     | Chimera Ripa | 1    |
| 1.     | Laura Strik  | 1    |
| Totaal | Totaal       | 3    |

### Kaarten
| #      | Naam             | Kreeg geel |
| ------ | ---------------- | ---------- |
| 1.     | Siri Worm        | 4          |
| 2.     | Gwyneth Hendriks | 3          |
| 3.     | Esmee Brugts     | 2          |
| 4.     | Melanie Bross    | 1          |
| 4.     | Emmeke Henschen  | 1          |
| 4.     | Inessa Kaagman   | 1          |
| 4.     | Senna Koeleman   | 1          |
| 4.     | Jeslynn Kuijpers | 1          |
| 4.     | Janou Levels     | 1          |
| 4.     | Chimera Ripa     | 1          |
| Totaal | Totaal           | 15         |

| #      | Naam           | Kreeg voor de tweede keer geel en dus rood |
| ------ | -------------- | ------------------------------------------ |
| –      | Geen speelster | 0                                          |
| Totaal | Totaal         | 0                                          |

| #      | Naam           | Weggestuurd |
| ------ | -------------- | ----------- |
| –      | Geen speelster | 0           |
| Totaal | Totaal         | 0           |